# تقي أباد (تشادغان)
تقي أباد (بالإنجليزية: Taqiabad, Chadegan)‏ هي قرية تقع في قسم تشنارود الشمالي الريفي (مقاطعة تشادغان) في إيران. يقدر عدد سكانها بـ 26 نسمة .